# Musca cloacaris
Musca cloacaris är en tvåvingeart som först beskrevs av Fabricius 1780.  Musca cloacaris ingår i släktet Musca och familjen kolvflugor.
Artens utbredningsområde är Grönland. Inga underarter finns listade i Catalogue of Life.